# طارق السويدان
طارق السّويدان. (15 نوفمبر 1953) باحث وكاتب، وداعية إسلامي، ومؤرخ، وإعلامي، ومدرب في الإدارة والقيادة. اشتهر ببرامجه التلفزيونية التي تتناول التاريخ الإسلامي والفكر وتنمية القدرات والأداء والقيادة، وأحد المناصرين لجماعة الاخوان المسلمين. كان مديراً لقناة الرسالة حتى أقاله الوليد بن طلال بسبب معارضته للانقلاب العسكري في مصر وتأييده للإخوان المسلمين.

## المؤهلات العلمية
- دكتوراه في هندسة البترول من جامعة تلسا (بالإنجليزية: University of Tulsa) أوكلاهوما/الولايات المتحدة مع مرتبة الشرف عام 1990م.
- ماجستير في هندسة البترول من جامعة تلسا (بالإنجليزية: University of Tulsa) أوكلاهوما/الولايات المتحدة مع مرتبة الشرف عام 1982م.
- بكالوريوس في هندسة البترول من جامعة ولاية بنسلفانيا (بالإنجليزية: Penn State University) بنسلفانيا/الولايات المتحدة عام 1975م.

## الخبرة العملية

### في المجال الإداري والتعليمي
- رئيس مجلس إدارة مجموعة الإبداع منذ عام 2001 وحتى الآن.
- رئيس مجلس إدارة شركة الإبداع الخليجي للاستشارات الإدارية والاقتصادية منذ عام 1992 وحتى الآن.
- مدرب محترف في مجالات التنمية الشخصية والإدارة العامة منذ عام 1992 وحتى الآن.
- مدير عام أكاديمية الإبداع الأمريكية منذ عام 1997 وحتى عام 2001.
- مدير عام قناة الرسالة منذ عام 2006 حتى 2013. ( أُقِيلَ من إدارة القناة من قبل رئيس القناة الوليد بن طلال وذلك بدعوى انتمائه لجماعة الأخوان المسلمين.[3] )

### في المجال المالي
- نائب رئيس مجلس إدارة شركة زاد للاستثمارات في أمريكا منذ عام 1997 وحتى عام 1999.
- عضو مجلس إدارة مجموعة أبرار للاستثمارات في ماليزيا منذ عام 1992 وحتى عام 2012

### في المجال النفطي
- أستاذ مساعد بكلية الدراسات التكنولوجية في الكويت منذ عام 1977 وحتى عام 2001.
- مراقب هندسة المكامن في وزارة النفط الكويتية منذ عام 1975 وحتى عام 1977.

### في المجال الجماهيري والإعلامي
- رئيس مجلس إدارة شركة الإبداع العالمية للإنتاج الفني منذ عام 1998 وحتى الآن.
- رئيس مجلس إدارة شركة الإبداع الأسرية منذ عام 2001 وحتى الآن.
- رئيس مجلس إدارة شركة بيت الإبداع للتسويق والإعلان والهوية الإستراتيجية منذ عام 2001 وحتى الآن.
- عضو مجلس إدارة شركة Publicom للعلاقات العامة منذ عام 1996 وحتى عام 1998.
- الأمين العام للهيئة العالمية للتضامن مع الكويت منذ عام 1990 وحتى عام 1991.
- رئيس مركز الرواد لتدريب الشباب منذ عام 2002 وحتى الآن.
- رئيس مجلس إدارة مركز الوعي لتطوير العلاقات العربية الغربية منذ عام 2003 وحتى الآن.

### عضوية الجمعيات العلمية
- جمعية التدريب والتطوير الأمريكية.
- جمعية الإدارة الأمريكية.
- جمعية هندسة النفط الأمريكية.
- جمعية الصحفيين الكويتية.

## الدورات الإدارية
أَعَدَّ وقَدَّمَ العديد من الدورات والمحاضرات لعشرات الجهات في الكويت والخليج والعالم العربي وماليزيا وأوروبا وأمريكا وأستراليا، ودَرَّبَ أكثر من 50 ألف متدرب في المجالات التالية :
| - منهجية التغيير للمنظمات. - خماسية الولاء. - القيادة في القرن الحادي والعشرين. - الإدارة الإستراتيجية وتحديات المستقبل. - العادات السبع لأكثر الناس إنتاجية . - الرؤية الإستراتيجية. - التحديات والاستراتيجيات للقرن الحادي والعشرين. - المنهج المتكامل لإعداد قادة المستقبل. - إدارة الوقت. - العمل الجماعي. | - المنهج الحديث للتخطيط الاستراتيجي. - الاتجاهات الحديثة في الإدارة. - الإبداع والتفكير الابتكاري. - تعرف بعلم الإدارة. - إدارة العمل المؤسسي. - بناء فريق العمل. - المهارات القيادية. - مهارات التعامل مع الجمهور. - اتخاذ القرارات. - المهارات الإدارية. | - إدارة التغيير. - القيادة. - مهارات التميز الإداري. - التوعية بالزكاة. - تدريب المدرب. - تعلم الإبداع. - التفويض. - الهندرة. - فن جمع التبرعات. - فن إدارة الاجتماعات. | - القائد الفعال. - آلة الإقناع. - السكرتير الفعال. - العناية بالعميل. - التنظيم وتطوير أساليب العمل. - فن الإلقاء الرائع. - التدريب الإبداعي. - استراتيجيات التنافس. |

## المؤتمرات التي حاضر فيها
- فعاليات الملتقى العلمي الصيفي للموهوبين في الفترة من 24 - 27 يونيو 2001 (المملكة العربية السعودية).
- المحاضر الرئيسي في الملتقى الثالث لتطوير الموارد البشرية في الفترة من 28 - 31 أكتوبر 2001 (المملكة العربية السعودية).
- المحاضر الرئيسي في مؤتمر أكاديمية نايف العربية للعلوم الأمنية في الفترة من 1 - 3 فبراير 2002 (الإسكندرية - جمهورية مصر العربية ) حيث قدمت محاضرة التخطيط الاستراتيجي.
- المحاضر الرئيسي في مؤتمر البناء المتكامل للجيل القيادي في الفترة من 9 - 11 فبراير 2002 (دولة الكويت ) حيث قدمت محاضرة صناعة القائد.
- المحاضر الرئيسي في مؤتمر جمعية الحاسبات السعودية في الفترة من 20 - 21 أبريل 2002 (المملكة العربية السعودية) حيث قدمت محاضرة التخطيط الاستراتيجي.
- المحاضر الرئيسي في مؤتمر الموارد البشرية في الفترة من 22 - 24 أبريل 2002 ( مملكة البحرين ).
- المحاضر الرئيسي في مؤتمر جمعية الحاسبات السعودية في الفترة من 9 - 12 سبتمبر 2002 (المملكة العربية السعودية).
- مؤتمر (اقرأ) في الفترة من 28 - 29 أكتوبر 2003 ( المملكة العربية السعودية ).
- ملتقى تطبيقات الجودة في القطاعين الحكومي والخاص الأول في 22 أكتوبر 2004 (جدة- المملكة العربية السعودية).
- مؤتمر اتصالات قطر (كيوتل) لضمان الجودة في 28 - 30 سبتمبر 2004 (الدوحة- قطر).
- مؤتمر ( تجارب قيادية ) 10-12 مايو 2004 ( الكويت ) .
- مؤتمر الرواد 23 ? 24 نوفمبر 2004 ( الكويت ) .
- المحاضر الرئيسي في مؤتمر التغير ونهضة الأمة / 12-16 فبراير 2005 (دولة الكويت ).
- مؤتمر المؤسسة العامة للشباب والرياضة 28 يونيو 2005 ( مملكة البحرين ) .
- المشاركة في ملتقى المدينة الأول للتدريب خلال الفترة ( 12 ? 15 أبريل 2005 ) في المدينة المنورة ( السعودية ) .
- المحاضر الرئيسي في مؤتمر التوازن والاعتدال.هوية أمة / 11-16 مارس 2006 (دولة الكويت ).
- المشاركة في ملتقى المدينة الثاني للتدريب خلال الفترة ( 5/4/2006 ) بالمدينة المنورة ( السعودية ).
- المشاركة في الملتقى العالمي لعلماء المسلمين ( وحدة الأمة الإسلامية ) خلال الفترة 1-3/4/2006 ، بمكة المكرمة بالسعودية.
- ملتقى شباب الأعمال (التحديات ومبادرات الشباب) بالرياض خلال الفترة 2-3 أبريل 2006.
- مؤتمر القيادة في قطر 12 سبتمبر 2006 برعاية كيوتل .

## الإنتاج

### أولاً - الإنتاج المطبوع

#### (الكتب الإدارية)
| - القيادة في القرن الحادي والعشرين. - كيف تكتب خطة استراتيجية. - اختبر معلوماتك الاستراتيجية. - آلة الإبداع (الإبداع خطوة خطوة). - مرن عضلات مخك. | - مبادئ الإبداع. - خماسية الولاء. - إدارة الوقت. - رتب حياتك. - قيادة السوق. - المنظمة المتعلمة. | - منهجية التغيير في المنظمات. - صناعة القائد. - فن الإلقاء الرائع. - الاتجاهات الحديثة في الإدارة. - كيف تغير نفسك. - النجاح في الحياة. | - التدريب والتدريس الإبداعي. - صناعة الثقافة - 1. صناعة الثقافة - صناعة الثقافة - 2. كيف اقرأ ؟ - صناعة الثقافة - 3. ماذا اقرأ ؟ - صناعة الثقافة - 4. الطفل القارئ - صناعة الذكاء |

#### (الكتب الإسلامية)
1. مختصر العقيدة الإسلامية.
2. أسرار الصوم
3. أسرار الحج والعمرة
4. الصوم.

#### (الكتب التاريخية)
1. فلسطين.. التاريخ المصور.
2. الأندلس.. التاريخ المصور.
3. الإمام أبو حنيفة
4. الإمام أحمد بن حنبل.
5. الإمام الشافعي.
6. الإمام مالك.
7. اليهود.. الموسوعة المصورة.

### ثانياً - الإنتاج المرئي والمسموع

#### في المجال الإداري وتنمية الذات
| - برنامج روائع القصص. - النجاح في الحياة. - منهجية التغيير (كيف تغير نفسك ؟). - دعوة للنجاح. - القيادة في القرن الحادي والعشرين. - قيادة السوق. | - الرسول القائد. - إدارة الوقت. - رتب حياتك. - المنظمة المتعلمة. - منهجية التغيير في المنظمات. - الإبداع في تعليم الأبناء. | - خماسية الولاء. - فن الإلقاء الرائع. - الإبداع. - العمل المؤسسي. - صناعة النجاح - صناعة الحضارة | - التدريب والتدريس الابداعي - صناعة القائد - الاسرة القيادية - التخطيط الاستراتيجي - الدورة الإدارية - علمتني الحياة - برنامج علمتني الحياة (الجزء الثاني 2) - رياح التغيير - قصة وفكرة - قصة وفكرة الجزء الثاني - كن نجماً |

#### في المجال الإسلامي
| - قصة النهاية. - قصص من التاريخ الإسلامي. - قصص الأنبياء. - الصديق والفاروق. - تاريخ الأندلس. - إعجاز القرآن. | - السيرة النبوية. - مختصر العقيدة الإسلامية. - سيرة الإمام مالك بن أنس. - سيرة الإمام أبو حنيفة. - سيرة الإمام الشافعي. - سيرة الإمام أحمد بن حنبل. | - نساء خالدات. - سيرة عمر الفاروق. - سيرة أبو بكر الصديق. - جدد إيمانك. - سيرة عثمان بن عفان. - سيرة علي بن أبي طالب. | - سيرة خالد بن الوليد. - تاريخ القدس وفلسطين. - أسماء الله الحسنى. - روائع القصص. - سحر القرآن - فن الإحسان | - اسرار الحج - شرح أصول الفقة - مفاهيم إسلامية - روائع حضارتنا. - المبدعون. - علمني التاريخ. |

### ثالثا - الكتابات في المجلات والصحف
- مجلة إبداع - الكويت.
- مجلة فواصل - السعودية.
- مجلة جواهر - الإمارات.
- جريدة اليوم - السعودية.
- جريدة عكاظ - السعودية.
- جريدة الأهرام - مصر.

### رابعا - الإنتاج الإذاعي
1. إعداد وتقديم برنامج (دعوة للنجاح) في تنمية العلاقات الشخصية لإذاعة الكويت بعدد 55 حلقة.
2. إعداد وتقديم برنامج يومي (السيرة الخالدة) لإذاعة القرآن الكريم وإذاعة البرنامج العام في دولة الكويت بعدد 360 حلقة.
3. إعداد وتقديم برنامج يومي (قصص الأنبياء) لإذاعة القرآن الكريم في دولة الكويت بعدد 195 حلقة.
4. إعداد وتقديم برنامج يومي (تاريخ الأندلس) لإذاعة القرآن الكريم في دولة الكويت بعدد 90 حلقة.
5. إعداد وتقديم برنامج يومي (نجوم حول الرسول صلى الله عليه وسلم) لإذاعة القرآن الكريم في دولة الكويت بعدد 120 حلقة.
6. إعداد وتقديم برنامج (روح الكلمات) لإذاعة دولة الكويت بعدد 30 حلقة.

### خامسا - الإنتاج التلفزيوني
| - إعداد وتقديم برنامج (نساء خالدات) لقناتي (MBC) ودبي الفضائية بعدد (30) حلقة. - إعداد وتقديم برنامج (قصص الأنبياء) لقناتي (MBC) ودبي الفضائية بعدد (30) حلقة. - إعداد وتقديم برنامج (السيرة الخالدة) لقناتي (MBC) والسودان بعدد (120) حلقة. - إعداد وتقديم برنامج (السيرة الخالدة) لقناة أوربت بعدد (60) حلقة. - إعداد وتقديم برنامج (قصص وعبر) لتلفزيون دولة الكويت بعدد (30) حلقة. - إعداد وتقديم برنامج (سجايا) برنامج في التنمية الذاتية لقناة أوربت بعدد (30) حلقة. - إعداد وتقديم برنامج (الله عز وجل) لقناة اقرأ بعدد (15) حلقة. - إعداد وتقديم برنامج (روائع القصص) لقناة أوربت بعدد (120) حلقة. - إعداد وتقديم برنامج (روائع القصص) لقناة (ART) بعدد (30) حلقة. - إعداد وتقديم برنامج (صناعة النجاح) لقناة اقرأ بعدد (30) حلقة. - إعداد وتقديم برنامج (فن الإحسان) لتلفزيون قطر بعدد 30 حلقة. - إعداد وتقديم برنامج (أسرار الحج) لقناة اقرأ وتلفزيون البحرين والسودان بعدد (11) حلقة. - إعداد وتقديم برنامج (سيرة خالد بن الوليد) لقناة (ART) بعدد (60) حلقة. | - إعداد وتقديم برنامج (قصص الأنبياء - باللغة الإنجليزية) لتلفزيون قطر بعدد (30) حلقة. - إعداد وتقديم برنامج (قصة النهاية) لتلفزيون دولة الكويت بعدد (30) حلقة. - إعداد وتقديم برنامج (صناعة النجاح) لقناة (Smarts way). - إعداد وتقديم برنامج صناعة القائد على قناة الرسالة - إعداد وتقديم برنامج صناعة القائد 2 على قناة الرسالة - إعداد وتقديم برنامج الوسطية على قناة الرسالة - إعداد وتقديم برنامج (أكاديمية إعداد القادة)على قناة الرسالة،2011، 2010، 2009 - إعداد وتقديم برنامج علمتني الحياة على قناة الرسالة، رمضان 1430ه/2009م - إعداد وتقديم برنامج علمتني الحياة 2 على قناة الرسالة، رمضان 1431ه/2010م - إعداد وتقديم برنامج رياح التغيير على قناة الرسالة، رمضان 1432ه/2011م - إعداد وتقديم برنامج رياح التغيير 2 على قناة الرسالة، 1433ه/2012م - إعداد وتقديم برنامج أسرار القيادة النبوية على قناة الرسالة، رمضان 1433ه/2012م - إعداد وتقديم برنامج تاريخنا في الميزان على قناة الرسالة، رمضان 1434ه/2013م - القوة والنفوذ . |

## برنامج علمتني الحياة
تحدث الدكتور طارق السويدان في هذا البرنامج عن خبراته وتجاربه في الحياة، وقد قدم من هذا البرنامج جزئين حتى الآن. وبعد الشهرة والنجاح اللذين حققهما الجزء الأول تقرر إنشاء جزء ثان. وقد تم التصويت على مواضيع حلقات الجزء الثاني من خلال الموقع الرسمي لقناة الرسالة الفضائية، فقد كانت 20 حلقة من الجزء الثاني من تصويت الجمهور أما الحلقات العشر الأخرى فقد اختارها فريق العمل. ويعلن الموقع الرسمي لقناة الرسالة الفضائية عن بدء التصويت لمواضيع الجزء الثالث من علمتني الحياة من خلال الموقع الرسمي للقناة. وقد تكلم د.طارق السويدان في الجزء الأول عن:
| - علو الهمة - العلم - الوسطية - الوحدة - الحرية - القدس | - التجديد - الإنجاز - القيادة - التغيير - الاستشارة - الإبداع | - التحفيز - العقل - القراءة - الحوار - السعادة - السيرة | - القدوة - السنة - الأخلاق - الشريعة - الرزق - الرقائق |  | - القرآن - الطفل - المرآة - ابتسم للحياة - الوقت | وتكلم في الجزء الثاني عن: - اتخاذ القرار - الجهل - التعصب - الفساد - أزمة التخلف وغيرها |

## وصلات خارجية
- الموقع الرسمي
- صفحته على موقع طريق الإسلام